# Lijst van afleveringen van True Jackson, VP
Dit artikel bevat een lijst van afleveringen van de Amerikaanse televisieserie True Jackson, VP.

## Seizoenen
| Seizoen | Afleveringen | Uitzenddatum      | Uitzenddatum     | Uitzenddatum en | Uitzenddatum en |
| Seizoen | Afleveringen | Begin seizoen     | Einde seizoen    | Begin seizoen   | Einde seizoen   |
| ------- | ------------ | ----------------- | ---------------- | --------------- | --------------- |
| 1       | 26           | 8 november 2008   | 24 oktober 2009  | onbekend        | onbekend        |
| 2       | 20           | 14 november 2009  | 7 augustus 2010  | onbekend        | onbekend        |
| 3       | 14           | 11 september 2010 | 20 augustus 2011 | onbekend        | onbekend        |

## Seizoen 1: 2008-2009
| Aflevering (seizoen) | Aflevering (serie) | Nederlandse titel            | Engelse titel             | Oorspronkelijke uitzenddatum | Productiecode |
| --- | ------------------ | ---------------------------- | ------------------------- | ---------------------------- | ------------- |
| 1 | 1                  | "Pilot"                      | "Pilot"                   | 8 november 2008              | 101           |
| True Jackson (Keke Palmer) is een 15-jarig meisje dat wordt aangenomen bij het modebedrijf Mad Style. True vraagt haar vrienden Lulu (Ashley Argota) en Ryan (Matt Shively) om haar te helpen op haar eerste dag wanneer ze van haar collega Amanda Cantwell (Danielle Bisutti) een opdracht toegespeeld krijgt. Wanneer het haar niet lukt en ze ontdekt dat haar collega's over haar roddelen, wil ze ontslag nemen. Totdat het neefje van haar baas, Jimmy Madigan (Robbie Amell), opduikt en haar overhaalt te blijven. Modemissie: True moet de zakelijke lijn van Amanda kleur geven. |                    |                              |                           |                              |               |
| 2 | 2                  | "Lulu ontslaan"              | "Firing Lulu"             | 15 november 2008             | 102           |
| Nadat Lulu voor de zoveelste keer fouten heeft gemaakt, ontslaat True haar. Maar ze heeft er direct spijt van, zeker als Amanda zegt dat ze vindt dat True steeds meer op haar begint te lijken. Max Madigan (Greg Proops) probeert ondertussen Happy Berry Yum Yum-ijs en is er meten verslaafd aan. |                    |                              |                           |                              |               |
| 3 | 3                  | "Op Dakota passen"           | "Babysitting Dakota"      | 22 november 2008             | 103           |
| Dakota North, een supermodel, moet het gezicht worden van de nieuwe lijn van Mad Style. True krijgt de taak om op haar te passen terwijl alles klaargemaakt wordt. Ondertussen doen Lulu en Ryan alsof ze een stel zijn, zodat Ryan een meisje bij de ijssalon kan versieren. |                    |                              |                           |                              |               |
| 4 | 4                  | "Ryan op Wielen"             | "Ryan on Wheels"          | 6 december 2008              | 104           |
| Nadat True en Lulu voor een nieuwe lijn undercover naar een skateboardpark zijn gegaan, schrijven ze Ryan in om deel te nemen aan een wedstrijd. Ryan is er niet blij mee. Ondertussen probeert Amanda aan Oscar (Ron Butler) te bewijzen dat ze aardig kan zijn tegen haar assistent. Modemissie: Een lijn van skaterkleding. |                    |                              |                           |                              |               |
| 5 | 5                  | "onbekend"                   | "Telling Amanda"          | 13 december 2008             | 105           |
| Omdat het weekend voor de deur staat, geeft Amanda haar werk aan True, zodat ze met haar vriend kan gaan eten, maar die zegt op het laatst moment af. True en Ryan vertrouwen het niet en gaan achter hem aan. Ondertussen helpt Lulu meneer Madigan en zijn accountant met zijn administratie. |                    |                              |                           |                              |               |
| 6 | 6                  | "Het prototype"              | "The Prototype"           | 3 januari 2009               | 106           |
| True leent Lulu een jurk uit de kledingkluis van Mad Style, zonder te weten dat het een prototype is voor de nieuwe collectie. Wanneer Max erachter komt, wil True de jurk terughalen. Amanda wil haar helpen. |                    |                              |                           |                              |               |
| 7 | 7                  | "School Reünie"              | "ReTruenion"              | 17 januari 2009              | 107           |
| Amanda laat zich opmaken voor haar schoolreünie. Ryan vindt een waterpistool en een leeg blik blauwe verf. True vermoedt dat Amanda haar pestkoppen terug wil pakken en ze gaan met zijn drieën naar Amanda's reünie om haar te stoppen. |                    |                              |                           |                              |               |
| 8 | 8                  | "True pakt IJsland"          | "True Takes Iceland"      | 25 januari 2009              | 108           |
| Een IJslandse modemagnaat komt naar Mad Style om een laatste jurk te kiezen voor zijn collectie. Max zet True en Amanda tegen elkaar op om de winnende jurk te maken. Maar dingen gaan mis als de hond van True opduikt. Modemissie: Ontwerp een IJslandse jurk. |                    |                              |                           |                              |               |
| 9 | 9                  | "True de koppelaar"          | "True Matchmaker"         | 7 februari 2009              | 109           |
| Wanneer meneer Madigan op een vergadering uit zijn dak gaat, wil True uitzoeken wat er aan de hand is. Ze ontdekt dat meneer Madigan ooit verliefd was. Ze besluit hem te koppelen aan haar schoolbibliothecaresse. Amanda en Oscar ontdekken een gemeenschappelijke interesse. |                    |                              |                           |                              |               |
| 10 | 10                 | "De Rivaal"                  | "The Rival"               | 16 februari 2009             | 110           |
| Meneer Madigans oude Rival Simon Cristini komt langs voor hun jaarlijkse wedstrijd. Terwijl meneer Madigan een competitie probeert te bedenken, voelt True zich een beetje achterop gesteld. |                    |                              |                           |                              |               |
| 11 | 11                 | "Bedrijfsuitje"              | "Company Retreat"         | 28 februari 2009             | 111           |
| Tijdens het jaarlijkse bedrijfsuitje van Mad Style heeft meneer Madigan besloten op kantoor te blijven. Iedereen wordt opgedeeld en moet een geheim van zijn partner meedragen. De vraag is of alle geheimen het einde van de dag halen. |                    |                              |                           |                              |               |
| 12 | 12                 | "Creditcard"                 | "Keeping Tabs"            | 7 maart 2009                 | 112           |
| Amanda vertelt True dat ze een creditcard heeft om bedrijfsrekeningen mee te betalen. True begint grote bedragen uit te geven. Wanneer de bedrijfsaccountant haar wil zien, probeert ze alles terug te betalen. |                    |                              |                           |                              |               |
| 13 | 13                 | "Rode loper"                 | "Red Carpet"              | 21 maart 2009                | 113           |
| Jenna Latrain vraagt Mad Style om een jurk voor haar te ontwerpen. Maar wanneer de jurk af is, wil ze van alles veranderen. Meneer Medigan huurt Ryan in om de website van Mad Style te verbeteren. Lulu vraagt Amanda haar te helpen met investeren. Modemissie: True moet een jurk voor Jenna Latrain ontwerpen die ze op de rode loper kan dragen. |                    |                              |                           |                              |               |
| 14 | 14                 | "Omkeerdag"                  | "Switcheroo"              | 11 april 2009                | 114           |
| Omdat Amanda uitvalt tegen de man van de kopieerkamer, besluit meneer Medigan, na een voorstel van True, een ruildag in te voeren. Maar al snel blijkt dat niet alle banen even gemakkelijk zijn. |                    |                              |                           |                              |               |
| 15 | 15                 | "Spion"                      | "True Intrigue"           | 22 april 2009                | 115           |
| Meneer Medigan komt terug van zijn zakenreis naar Afrika. Daar heeft hij een stof gevonden waarmee hij ecologische Mad Style-kleding wil presenteren. True krijgt een stagiaire op bezoek. |                    |                              |                           |                              |               |
| 16 | 16                 | "Nieuwe Collega"             | "Amanda Hires a Pink"     | 16 mei 2009                  | 116           |
| Sabastiaan Fabulous, een van de drukste mode-inkopers, komt naar Mad Style om een nieuw ontwerp te bekijken. True moet het ontwerp net dat beetje extra geven. Ondertussen zijn de Pinks, de pestkoppen van True, erachter gekomen waar True werkt. Omdat Amanda ziet hoe de meiden het bloed onder Trues nagels vandaan halen, neemt ze een van hen aan om haar onder druk te zetten. Ryan en Lulu raken opgesloten in de kledingkluis. Modemissie: True moet een riem ontwerpen voor Amanda's ontwerp voor Sabastiaan Fabulous.                                                           |                    |                              |                           |                              |               |
| 17 | 17                 | "Max Mannequin"              | "Max Mannequin"           | 13 juni 2009                 | 117           |
| Ryan krijgt de opdracht een mannequin van meneer Medigan te maken voor een stunt. |                    |                              |                           |                              |               |
| 18 | 18                 | "True's Nieuwe Assistent"    | "True's New Assistant"    | 27 juni 2009                 | 118           |
| Het is warm, en juist vandaag vraagt meneer Madigan True om een winterjascollectie te maken. Maar wanneer ze de jassen willen uittesten in de ijskamer gaat ook hier de airconditioning stuk, waardoor honderd containers van meneer Madigans ijs smelten. True moet proberen het oude recept van de eigenaar van de ijssalon te pakken te krijgen. Modemissie: Maak een winterjascollectie. |                    |                              |                           |                              |               |
| 19 | 19                 | "Feestje"                    | "House Party"             | 11 juli 2009                 | 119           |
| Mikey Jai's ouders zijn weg en daarom geeft hij een feest. Amanda krijgt hier lucht van en wil het feest gebruiken om meer inspiratie op te doen voor een jeugdige collectie. Op het feest loopt True tegen een vriendin aan, die haar negeert. Modemissie: Kussenpresentatie. |                    |                              |                           |                              |               |
| *20 | *20                | "Terug naar school - deel 1" | "Back to School - part 1" | 25 juli 2009                 | 120           |
| Het is de laatste dag van de zomer als Mad Style een grote opdracht krijgt om een etalage in te richten. Maar die laatste dag betekent ook dat True en Lulu weer naar school moeten. Meneer Medigan is eerst geschokt, maar True belooft dat ze school en werk kan combineren. Maar door te telefoneren in de klas moet ze nablijven, waardoor ze niet alleen de presentatie mist, maar ook ruzie krijgt met haar ouders. Een van de concurrenten voor de etalage blijkt de ex-vrouw van meneer Medigan. Ondertussen komt Amanda's zus langs. Modemissie: Etalage.                          |                    |                              |                           |                              |               |
| *21 | *21                | "Testing True - deel 2"      | "Testing True - part 2"   | 25 juli 2009                 | 121           |
| True mag bij Mad Style blijven werken als ze een 10+ haalt voor haar boekexamen. Lisa blijft op het kantoor rondhangen, Sophie wil meneer Medigan terug en ondertussen moet de etalage af. Modemissie: Etalage. |                    |                              |                           |                              |               |
| 22 | 22                 | "Fashion Week"               | "Fashion Week"            | 19 september 2009            | 122           |
| Het is Fashion Week in New York en Mad Style mag dit jaar niet meedoen. True is zelfs uit de wedstrijd voor jonge talenten gezet. Toch proberen True en Lulu binnen te komen als beveiligers om Trues jurk te showen. |                    |                              |                           |                              |               |
| 23 | 23                 | "Last Minute Gala"           | "True Crush"              | 26 september 2009            | 123           |
| True krijgt kaartjes voor het Last Minute Gala. Lulu en Ryan willen beiden mee, maar True wil graag met Jimmy. Amanda krijgt een nieuwe assistent. Daarnaast komt er een model langs die Amanda op de gebruikelijke manier behandelt. |                    |                              |                           |                              |               |
| 24 | 24                 | "De Stagiair"                | "The Hotshot"             | 3 oktober 2009               | 124           |
| Meneer Madigan neemt een nieuwe stagiair aan. |                    |                              |                           |                              |               |
| 25 | 25                 | "De bruiloft"                | "The Wedding"             | 17 oktober 2009              | 125           |
| Het is de bruiloft van meneer Medigan en Doris. Maar alles gaat mis, de weddingsplanner stopt, Ryan ruïneert de bruiloftsstaart en True, Lulu en Amanda komen opgesloten te zitten in de berenkuil. Modemissie: Bruidsjurk. |                    |                              |                           |                              |               |
| 26 | 26                 | onbekend                     | "The Dance"               | 24 oktober 2009              | 126           |
| True en Amanda moeten samenwerken om modellen uit te kiezen voor een fotosessie. Ondertussen leert True Mikey Jai dansen. Ryan en Jimmy maken een griezelfilm. Modemissie: Fotoshoot over zwemkleding. |                    |                              |                           |                              |               |

## Seizoen 2: 2009-2010
| Aflevering (seizoen) | Aflevering (serie) | Nederlandse titel                 | Engelse titel               | Oorspronkelijke uitzenddatum | Productiecode |
| -------------------- | ------------------ | --------------------------------- | --------------------------- | ---------------------------- | ------------- |
| 1                    | 27                 | "True's concert                   | "True Concert"              | 14 november 2009             |               |
|                      |                    |                                   |                             |                              |               |
| 2                    | 28                 | "De nieuwkomer"                   | "The New Kid"               | 21 november 2009             |               |
|                      |                    |                                   |                             |                              |               |
| 3                    | 29                 | "Li'L Shakespeare"                | "Little Shakespeare"        | 21 november 2009             |               |
|                      |                    |                                   |                             |                              |               |
| 4                    | 30                 | "True Parade"                     | "True Parade"               | 12 december 2009             |               |
|                      |                    |                                   |                             |                              |               |
| 5                    | 31                 | "Allemaal theater"                | "True Drama"                | 9 januari 2010               |               |
|                      |                    |                                   |                             |                              |               |
| 6                    | 32                 | "Mijn baas vrat m'n huiswerk op!" | "My Boss Ate My Homework"   | 16 januari 2010              |               |
|                      |                    |                                   |                             |                              |               |
| 7                    | 33                 | "Kleine Buddies"                  | "Little Buddies"            | 30 januari 2010              |               |
|                      |                    |                                   |                             |                              |               |
| 8                    | 34                 | "Valentijn"                       | "True Valentine"            | 6 februari 2010              |               |
|                      |                    |                                   |                             |                              |               |
| 9                    | 35                 | "De date"                         | "True Date"                 | 20 februari 2010             |               |
|                      |                    |                                   |                             |                              |               |
| 10                   | 36                 | "Het stuk van de bieb"            | "The Hunky Librarian"       | 13 maart 2010                |               |
|                      |                    |                                   |                             |                              |               |
| 11                   | 37                 | "Red ome Stinky"                  | "Saving Snackleberry"       | 20 maart 2010                |               |
|                      |                    |                                   |                             |                              |               |
| 12                   | 38                 | "Slaap-feestje"                   | "Pajama Party"              | 3 april 2010                 |               |
|                      |                    |                                   |                             |                              |               |
| 13                   | 39                 | "Het cadeau"                      | "The Gift"                  | 17 april 2010                |               |
|                      |                    |                                   |                             |                              |               |
| 14                   | 40                 | "De prins en de redenaar          | "True Royal"                | 1 mei 2010                   |               |
|                      |                    |                                   |                             |                              |               |
| 15                   | 41                 | "Bloedzuigers"                    | "True Fear"                 | 8 mei 2010                   |               |
|                      |                    |                                   |                             |                              |               |
| 16                   | 42                 | "De Dump-Kamer"                   | "The Reject Room"           | 13 maart 2010                |               |
|                      |                    |                                   |                             |                              |               |
| 17                   | 43                 | "True gaat naar Parijs" (Deel 1)  | "Trapped in Paris" (Part 1) | 15 mei 2010                  |               |
|                      |                    |                                   |                             |                              |               |
| 18                   | 44                 | "True gaat naar Parijs" (Deel 2)  | "Trapped in Paris" (Part 1) | 22 mei 2010                  |               |
|                      |                    |                                   |                             |                              |               |
| 19                   | 45                 | "IJsvrij"                         | "Heatwave"                  | 26 juni 2010                 |               |
|                      |                    |                                   |                             |                              |               |
| 20                   | 46                 | "Trukendoos"                      | "True Magic" ("True Kiss")  | 7 augustus 2010              |               |
|                      |                    |                                   |                             |                              |               |

## Seizoen 3: 2010-2011
| Aflevering (seizoen) | Aflevering (serie) | Nederlandse titel           | Engelse titel              | Oorspronkelijke uitzenddatum | Productiecode |
| -------------------- | ------------------ | --------------------------- | -------------------------- | ---------------------------- | ------------- |
| 1                    | 47                 | "Mazzel                     | "True Luck"                | 11 september 2010            |               |
|                      |                    |                             |                            |                              |               |
| 2                    | 48                 | "Fünf Foptober"             | "The Fifth of Prankuary"   | 25 september 2010            |               |
|                      |                    |                             |                            |                              |               |
| 3                    | 49                 | "Mad Rock"                  | "Mad Rocks"                | 2 oktober 2010               |               |
|                      |                    |                             |                            |                              |               |
| 4                    | 50                 | "Het geheim"                | "True Secret"              | 9 oktober 2010               |               |
|                      |                    |                             |                            |                              |               |
| 5                    | 51                 | "Klasverkiezing"            | "Class Election"           | 16 oktober 2010              |               |
|                      |                    |                             |                            |                              |               |
| 6                    | 52                 | "Een pittige rit"           | "True Drive"               | 6 november 2010              |               |
|                      |                    |                             |                            |                              |               |
| 7                    | 53                 | "Wat een ramp"              | "True Disaster"            | 13 november 2010             |               |
|                      |                    |                             |                            |                              |               |
| 8                    | 54                 | "Naam en faam"              | "True Fame"                | 5 februari 2011              |               |
|                      |                    |                             |                            |                              |               |
| 9                    | 55                 | "Schoolreisje"              | "Field Trip"               | 12 februari 2011             |               |
|                      |                    |                             |                            |                              |               |
| 10                   | 56                 | "Een dag directeur"         | "Principal for a Day"      | 26 februari 2011             |               |
|                      |                    |                             |                            |                              |               |
| 11                   | 57                 | "Winkelcentrum"             | "True Mall"                | 5 maart 2011                 |               |
|                      |                    |                             |                            |                              |               |
| 12                   | 58                 | "Spijbelen"                 | "Ditch Day"                | 19 maart 2011                |               |
|                      |                    |                             |                            |                              |               |
| 13                   | 59                 | "Mysterie in Peru" (Deel 1) | "Mystery in Peru" (Part 1) | 20 augustus 2011             |               |
|                      |                    |                             |                            |                              |               |
| 14                   | 60                 | "Mysterie in Peru" (Deel 2) | "Mystery in Peru" (Part 2) | 20 augustus 2011             |               |
|                      |                    |                             |                            |                              |               |

## Trivia
Afleveringen 20 en 21 van seizoen 1 zijn specials van 60 minuten en deze twee afleveringen zijn opgedeeld in twee delen.